# Велюнский уезд
Велюнский уезд — административная единица в составе Калишской губернии Российской империи, существовавшая c 1837 года по 1919 год. Административный центр — город Велюнь.

## История
Уезд образован в 1837 году в составе Калишской губернии. В 1919 году преобразован в Велюньский повят Лодзинского воеводства Польши.

## Население
По переписи 1897 года население уезда составляло 143 585 человек, в том числе в городе Велюнь — 7850 жит.

### Национальный состав
Национальный состав по переписи 1897 года:
- поляки — 128 856 чел. (89,7 %),
- евреи — 11 243 чел. (7,8 %),
- русские — 1601 чел. (1,1 %),

## Административное деление
В 1913 году в состав уезда входило 25 гмин: 
| - Болеславец — д. Хотынин, - Верушев — пос. Верушев, - Выдржин — д. Чарножилы, - Галевице — д. Галевице, - Дзетржковице — д. Дзетржковице, - Дзялошин — пос. Дзялошин, - Каменка — кол. Грежбин, - Кельчиглов — д. Кельчиглов, - Конопница — д. Конопница, | - Кузница-Грабовская — д. Кузница-Грабовская, - Куров — д. Куров, - Лютутов — пос. Лютутов, - Мержице — д. Мержице, - Мокрско — д. Мокрско, - Нарамнице — д. Нарамнице, - Прасика — пос. Прасика, - Радошевице — пос. Осиков, - Рудники — д. Рудники, | - Семковице — д. Семковице, - Скомлин — д. Скомлин, - Скржинки — д. Крашевице, - Скржинно — д. Острувек, - Сокольники — д. Сокольники, - Старженице — д. Оленин, - Частары — д. Частары. |